# Divize C 1982/1983
V soubojích 18. ročníku České divize C 1982/83 se utkalo 16 týmů dvoukolovým systémem podzim–jaro. Tento ročník začal v srpnu 1982 a skončil v červnu 1983.

## Nové týmy v sezoně 1982/83
Z 2. ligy – sk. A 1981/82 sestoupilo do Divize C mužstvo TJ Spartak BS Vlašim. Z krajských přeborů ročníku 1981/82 postoupila vítězná mužstva TJ Spartak Hlinsko z Východočeského krajského přeboru a TJ ŽĎAS Žďár nad Sázavou z Jihomoravského krajského přeboru. Také sem bylo přeřazeno mužstvo TJ Fruta Vojkovice z Divize B.

## Výsledná tabulka
| Poř. | Tým                             | Z  | V  | R | P  | VG | OG | B  |
| ---- | ------------------------------- | -- | -- | - | -- | -- | -- | -- |
| 1.   | TJ ŽĎAS Žďár nad Sázavou        | 26 | 17 | 3 | 6  | 47 | 21 | 37 |
| 2.   | TJ Spartak BS Vlašim            | 26 | 14 | 8 | 4  | 47 | 27 | 36 |
| 3.   | TJ Fruta Vojkovice              | 26 | 14 | 2 | 10 | 46 | 30 | 30 |
| 4.   | TJ Spartak Hradec Králové "B"   | 26 | 11 | 7 | 8  | 38 | 34 | 29 |
| 5.   | TJ Transporta Chrudim           | 26 | 12 | 4 | 10 | 38 | 28 | 28 |
| 6.   | TJ Spartak Hlinsko              | 26 | 11 | 5 | 10 | 34 | 26 | 27 |
| 7.   | TJ BSS Brandýs nad Labem        | 26 | 12 | 3 | 11 | 44 | 46 | 27 |
| 8.   | TJ Lokomotiva Trutnov           | 26 | 10 | 3 | 13 | 41 | 41 | 23 |
| 9.   | TJ VCHZ Pardubice "B"           | 26 | 9  | 5 | 12 | 32 | 40 | 23 |
| 10.  | TJ Lokomotiva Pardubice         | 26 | 9  | 5 | 12 | 39 | 49 | 23 |
| 11.  | TJ Jawa Metaz Týnec nad Sázavou | 26 | 9  | 5 | 12 | 28 | 37 | 23 |
| 12.  | SK Sparta Kutná Hora            | 26 | 10 | 3 | 13 | 32 | 46 | 23 |
| 13.  | TJ Karosa Vysoké Mýto           | 26 | 9  | 4 | 13 | 33 | 42 | 22 |
| 14.  | TJ LIAZ Jablonec nad Nisou „B“  | 26 | 4  | 5 | 17 | 22 | 54 | 13 |

Poznámky:
- Z = Odehrané zápasy; V = Vítězství; R = Remízy; P = Prohry; VG = Vstřelené góly; OG = Obdržené góly; B = Body

|  | Postup do 3. ligy – sk. A 1983/84                |
|  | Sestup do příslušného oblastního přeboru 1983/84 |